# Federalne Ministerstwo Środowiska, Ochrony Klimatu, Przyrody i Bezpieczeństwa Jądrowego
Federalne Ministerstwo Środowiska, Ochrony Klimatu, Przyrody i Bezpieczeństwa Jądrowego (niem. Bundesministerium für Umwelt, Klimaschutz, Naturschutz und nukleare Sicherheit, BMUKN) – ministerstwo Republiki Federalnej Niemiec. Siedziby ministerstwa znajdują się w Bonn (siedziba główna) i w Berlinie.
Ministerstwo zostało założone po około 5 tygodniach po katastrofie elektrowni jądrowej w Czarnobylu. Zostało stworzone z departamentów ministerstw: Spraw Zagranicznych, Rolnictwa i Zdrowia. W ministerstwie funkcjonuje 6 różnych departamentów:
- Departament ZG (Abteilung ZG): – centralne biuro odpowiedzialne za politykę ministerstwa i współpracę międzynarodową
- Departament KI (Abteilung KI): Ochrona klimatu, odnawialne źródła energii i międzynarodowa współpraca
- Departament WA (Abteilung WA): gospodarka wodna, gospodarka odpadami, ochrona gleb i skażenia
- Departament IG (Abteilung IG): kontrola emisji gazów, skutki zdrowotne, środowisko a transport, Bezpieczeństwo zakładów pracy i chemikaliów
- Departament N (Abteilung N): ochrona przyrody i ochrona gatunków, inżynieria genetyczna, wpływ środowiska na rolnictwo i zasoby leśne
- Departament RS (Abteilung RS): ochrona radiologiczna, bezpieczeństwo zakładów nuklearnych, zaopatrzenie i usuwanie odpadów nuklearnych

## Lista ministrów
| Nr. | Imię i nazwisko   | Okres urzędowania         | Okres urzędowania         | Partia | Partia                             | Uwagi |
| Nr. | Imię i nazwisko   | od                        | do                        | Partia | Partia                             | Uwagi |
| --- | ----------------- | ------------------------- | ------------------------- | ------ | ---------------------------------- | ----- |
| 1   | Walter Wallmann   | 6 czerwca 1986(dts)       | 22 kwietnia 1987(dts)     |        | Unia Chrześcijańsko-Demokratyczna  | [ a ] |
| 2   | Klaus Töpfer      | 7 maja 1987(dts)          | 17 listopada 1994(dts)    |        | Unia Chrześcijańsko-Demokratyczna  | [ a ] |
| 3   | Angela Merkel     | 17 listopada 1994(dts)    | 27 października 1998(dts) |        | Unia Chrześcijańsko-Demokratyczna  | [ b ] |
| 4   | Jürgen Trittin    | 27 października 1998(dts) | 18 października 2005(dts) |        | Sojusz 90/Zieloni                  | [ a ] |
| 5   | Sigmar Gabriel    | 22 listopada 2005(dts)    | 28 października 2009(dts) |        | Socjaldemokratyczna Partia Niemiec | [ c ] |
| 6   | Norbert Röttgen   | 28 października 2009(dts) | 16 maja 2012(dts)         |        | Unia Chrześcijańsko-Demokratyczna  | [ d ] |
| 7   | Peter Altmaier    | 16 maja 2012(dts)         | 17 grudnia 2013(dts)      |        | Unia Chrześcijańsko-Demokratyczna  | [ d ] |
| 8   | Barbara Hendricks | 17 grudnia 2013(dts)      | 14 marca 2018(dts)        |        | Socjaldemokratyczna Partia Niemiec | [ e ] |
| 9   | Svenja Schulze    | 14 marca 2018(dts)        | 8 grudnia 2021(dts)       |        | Socjaldemokratyczna Partia Niemiec | [ d ] |
| 10  | Steffi Lemke      | 8 grudnia 2021(dts)       | 6 maja 2025(dts)          |        | Sojusz 90/Zieloni                  | [ f ] |
| 11  | Carsten Schneider | 6 maja 2025(dts)          | teraz                     |        | Socjaldemokratyczna Partia Niemiec | [ g ] |